# Municipio de Twelve Mile
El municipio de Twelve Mile (en inglés: Twelve Mile Township) es un municipio ubicado en el condado de Williams en el estado estadounidense de Dakota del Norte. En el año 2010 tenía una población de 74 habitantes y una densidad poblacional de 0,41 personas por km².

## Geografía
El municipio de Twelve Mile se encuentra ubicado en las coordenadas 48°7′16″N 103°25′19″O / 48.12111, -103.42194. Según la Oficina del Censo de los Estados Unidos, el municipio tiene una superficie total de 181.23 km², de la cual 161,19 km² corresponden a tierra firme y (11,06 %) 20,04 km² es agua.

## Demografía
Según el censo de 2010, había 74 personas residiendo en el municipio de Twelve Mile. La densidad de población era de 0,41 hab./km². De los 74 habitantes, el municipio de Twelve Mile estaba compuesto por el 98,65 % blancos, el 1,35 % eran amerindios. Del total de la población el 0 % eran hispanos o latinos de cualquier raza.